# Apeadero Ceriola
Ceriola era un apeadero ferroviario ubicado en las áreas rurales del departamento Conhelo, provincia de La Pampa, Argentina.

## Servicios
No presta servicios de pasajeros desde principios de la década de 1990. Sus vías están concesionadas a la empresa de cargas Ferroexpreso Pampeano, sin embargo sus vías se encuentran abandonadas y sin uso.